# Gyebnár Csekka
Gyebnár Csekka, eredeti nevén Gyebnár Ildikó (Gyula, 1974. május 27. –) magyar színésznő és grafológus.

## Élete
Általános- és középiskolai tanulmányait Sarkadon végezte. Ezután a fővárosi Rátkai Márton Színiakadémia musical szakon tanult. Közben elvégezte a grafológia szakot. A Körúti Színház és a Műhelymunka Társulat tagja és a Rátkai Márton Zenés Műhely alapító tagja volt. 2003-tól 2021-ig a Körúti Színház tagja volt.  A Csekka keresztnevet 1991-ben kapta kollégáitól, miután megformálta Checca szerepét a Csetepaté Giogghában c darabban.
Szabadúszóként látható volt nagy klasszikusokban, mint pl La Mancha lovagja, A kertész kutyája, Kaktusz virága, Cabaret, István a király, Macskajáték, Én és a kisöcsém, Meseautó, Mezítláb a parkban stb....
Munkáját 2014-ben Pepita díjjal ismerték el.
16 évig a Barátok közt c. napi sorozat szereplője volt.
Díjai:
- Pepita-díj (bronz fokozat) (2014)[1][2]

## Színházi szerepei
- Bor Viktor–Arany Tamás: Óz, a csodák csodája … Dorka
- Molnár Ferenc: A doktor úr … Sárkányné
- Pintér Gábor Attila: Édesnégyes
- Eisemann Mihály: Zsákbamacska … Kovács Sári
- Molnár Ferenc: Vörös malom … Koldusasszony
- Ray Cooney–Michael Cooney: Minden lében három kanál … Mrs.Potter
- Dale Wassermann–Mitch Leigh: La Mancha lovagja … Antónia
- Antoine de Saint-Exupéry: A kis herceg … Rózsa
- Szigligeti Ede: Liliomfi … Erzsi
- Pintér Gábor Attila: Originál ungaris, avagy szabad a csók! … Johanna
- Örkény István: Macskajáték … Egérke
- Örkény István: Pisti a vérzivatarban … Szőke lány
- Vas-Zoltán Iván: Színezüst csehó … Fanny Porter
- Lázár Ervin: Gyere haza Mikkamakka! … Arómo
- Hunyady Sándor: A három sárkány
- Lope de Vega: A kertész kutyája … Marcela, Diana szolgálója
- Oli Peagen: Az ajándék gésa … Higo Yiga kisasszony
- Soóky Margit–Galambos Zoltán: Katyi … Csiba Kati
- Török Fruzsina-Koltai Róbert: Jelenetek két házasságból … Juluka
- Tabi László-Galambos Zoltán: Spanyolul tudni kell … Viola
- Niel Simon-Galambos Zoltán: Mezítláb a parkban … Mrs. Banks
- Galambos Zoltán: Meseautó … Márkus Sára
- Neil Simon: Mezítláb a parkban … Mrs. Banks
- Robert Harling: Acélmagnóliák (Asszisztens)
- Szörényi Levente - Bródy János: István, a király
- Pierre Barillet–Jean-Pierre Grédy: A kaktusz virága
- Paul Zindel: A Gammasugarak hatása a százszorszépekre … Tilly
- John Patrick: Teaház az augusztusi holdhoz … Higo Yiga kisasszony, vénkisasszony
- Pozsgai Zsolt: Törődj a kerttel … Fiatal lány
- Lázár Ervin: A Négyszögletű Kerek Erdő … Arómo
- Pintér Gábor Attila: Édesötös
- Eisemann Mihály–Szilágyi László: Én és a kisöcsém … Vadász Frici
- Galambos–Turcsán–Meskó: Kell egy színház … Sugár Andrea
- Romhányi József–Rigó Béla–Bor Viktor: Mekk mester menyegzője … Barika Marika[3]
- Mészöly Gábor–Szitás Barbara: Hoppárézimi … Umm
- Márai Sándor–Czeizel Gábor: Eszter hagyatéka … Olga[4]
- Nóti–Zágon–Eisemann: Hippolyt, a lakáj – Scheiderné
- Közjegyző az emeleten - Lola
- Süsü, a sárkány kalandjai
- Hőhullám - 2023
- Funny Money, avagy Rossz pénz nem vész el

Lánybúcsú - 2024

## Filmszerepei
- Téli mese

## Tv-szereplések
- Szerencsekerék (2024)
- …a szomszéd tehene (2024)
- Barátok közt (2005, 2008, 2009–2021)
- Katalin bírónő
- Szilveszteri műsor
- Família Kft.
- Kész átverés show
- Ázsia Expressz
- Hal a tortán
- Magyarország szeretlek
- Ridikül
- Szerencskerék